# Evi Nemeth
Evi Nemeth   (7 de juny de 1940 - mar de Tasmània, 4 de juny de 2013) era una matemàtica nord-americana experta en sistemes de programació i autora dels manuals Unix Systems Administration Handbook i LINUX Administration Handbook,
en els quals contribuí a la popularització del programa sudo en sistemes operatius basats en Unix
i a la consideració del terme daemon:
| « | Molta gent equipara el mot daemon amb el mot "dimoni", conferint una connexió satànica entre Unix i l'inframon. Això és una confusió egrègia. | » |

## Biografia
Nemeth es doctorà en matemàtiques l'any 1971 i el 1980 començà a treballar en computació, a la qual aportà la seua experiència com a matemàtica en problemes criptogràfics de Diffie-Hellman; el 1989 publicà el seu primer llibre, Unix System Administration Handbook, una bíblia per als sistemes en xàrcia.
L'any 1995 va rebre el tercer Lisa Outstanding Achievement Award «per les seues contribucions a l'administració de sistemes i la comunitat estudiantil.»
El 1998, durant un any sabàtic, Nemeth mamprengué una col·laboració duradora amb el Center for Applied Internet Data Analysis (CAIDA) de la supercomputadora de la Universitat de Califòrnia a San Diego, en la qual treballà en medicions de DNS per a l'ICANN, monitorà el tràfic del servidor arrel de noms F i construí un repositori experimental de currículums d'enginyeria de l'Internet per a promoure l'educació en línia; després de jubilar-se, encara col·laborà amb el CAIDA en altres projectes.
En un chat amb lectors de CNN sobre l'efecte 2000, Nemeth pronosticà una apagada mundial a mitges, defengué la capacitat de Linux front a la catàstrofe, almenys fins al problema de l'any 2038 i aconsellà proveir-se de menjar per a dos setmanes.

### Desaparició
El 2013, Nemeth desaparegué en el mar de Tasmània junt amb sis persones més a bord de la goleta Niña, que havia salpat de Nova Zelanda en direcció a Austràlia: el 3 de juny, el meteoròleg Bob McDavitt rebé una cridada d'ella preguntant com evitar l'oratge; després d'estudiar la predicció, McDavitt tornà a parlar amb ella mitja hora més tard i els aconsellà navegar direcció sud i preparar-se per a una forta tempesta; al sendemà rebé un missatge de text, ANY UPDATE 4 NINA? ... EVI («alguna novetat X a Niña?… Evi»), al qual McDavitt respongué que deixaren passar el temporal i provaren a escapar un altre dia; durant els dies següents intentà contactar-los sense èxit fins que el dia 14 els familiars de la tripulació informaren les autoritats.
El veler pertanyia a la família Dyche, dels quals el pare (David A. Dyche, cinquanta-huit anys) era treballador d'una empresa marítima i mariner expert; ell i la seua muller, Rosemary (seixanta anys) havien salpat cinc anys en arrere de Panama City (Florida) per a pegar la volta al món i sovint convidaven altres persones com Nemeth per a acompayar-los; era l'última volta que viatjaven amb el seu fill David, de dèsset anys, abans que anara a la universitat. El dia de la desaparició, la mar registrà vents de vora cent km/h i ones de huit metres d'alçària. El servici de rescat confiava que hagueren utilitzat un bot salvavides o que hagueren aplegat a terra, per la qual cosa centraren la busca al voltant de Three Kings Island.
El 3 de juliol, l'equip de rescat rebé un missatge de text enviat el 4 de juny però no rebut fins llavors, facilitat per l'empresa de telefonia per satèl·lit: THANKS STORM SAILS SHREDDED LAST NIGHT, NOW BARE POLES. GOINING 4KT 310DEG WILL UPDATE COURSE INFO @ 6PM («x culpa tempesta veles esgarrades anit, ara màstils pelats. Direcció 4KT 310° actualitzarem info curs a les 6PM»), enviat per una altra de les tripulants, Danielle Wright, de díhuit anys; d'ençà no hi hagué cap altre missatge ni senyal de les dues balises d'emergència, ni cap detecció del ràdar en una àrea de noranta-set mil milles nàutiques; no obstant això, la busca encara es perllongà més temps, amb un avió explorant les proximitats de Middleton Reef i Elizabeth Reef, lloc de nombrosos naufragis. El pare de Danielle calculà que podien anar a la deriva i que potser estarien a quatre o cinc dies d'Austràlia.
A finals de juliol és feu públic que la recerca potser s'havia fet en l'àrea equivocada: segons el company d'Evi, el mariner Curly Carswell, la posició donada per Nemeth seria correcta i la calculada pel Centre de Coordinació de Rescat de Nova Zelanda seria errònia.
Els familiars i amics dels tripulants mantenien l'esperança que la Niña no s'haguera enfonat i estiguera a la deriva, i obriren un lloc web per a recaptar fons i buscar voluntaris en facebook per a comprovar imàtgens de satèl·lit: a mitjan agost enviaren una avioneta Cessna F406 per a comprovar la zona d'una imatge on es veia una taca color carabassa que podria ser la llanxa de salvament, però no donà resultat; quatre mesos després de la desaparició, a mitjan octubre es feu públic que en una imatge del 15 de setembre es veia un objecte amb la forma i les dimensions del casc de la Niña, però els servicis oficials de rescat es negaren a mamprendre una altra revisió sense proves més fiables.